# Eli Moschcowitz
Eli Moschcowitz (ur. 1879 w Girált, zm. 23 lutego 1964 w Nowym Jorku) – amerykański lekarz patolog. Brat chirurga Alexisa Moschcowitza i malarza Paula Moschcowitza.
Urodził się w węgierskim mieście Girált (dziś Giraltovce na Słowacji) jako syn Mosesa Moschcowitza i Resie z domu Friedlander. W wieku dwóch lat emigrował razem z rodziną do Stanów Zjednoczonych. Ukończył Columbia University College of Physicians and Surgeons w 1900. Przez trzy lata odbywał staż chirurgiczny w Mount Sinai Hospital, uzupełniony szkoleniem z patologii odbytym w Berlinie u Ludwiga Picka. Następnie pracował jako lekarz konsultant w nowojorskich szpitalach Beth-El i Mount Sinai oraz jako konsultujący patolog w Beth Israel Hospital.
Był członkiem Medical Library Association, należał do American Board of Internal Medicine, New York Academy of Medicine.
Jako pierwszy opisał reakcję eozynofilową w przebiegu alergii. W 1924 razem z Abrahamem Wilenskym, opisał odgraniczone zmiany ziarniniakowe w jelicie cienkim, przypuszczalnie jeden z pierwszych opisów choroby Crohna. W 1924 roku opisał jako pierwszy chorobę, znaną dziś jako zakrzepowa plamica małopłytkowa lub zespół Moschcowitza.
Zmarł rankiem 23 lutego 1964. Wspomnienie o nim napisał Klingenstein. Pamiętany był jako doskonały diagnosta i nauczyciel, erudyta, obdarzony poczuciem humoru

## Wybrane prace
- Mycotic thrombosis of the renal artery. Proc. N. York Path. Soc. (1905/06)
- A new method of treatment of acne. Med. Rec. (1906)
- Enchondroma of the vertebra. Proc. N. York Path. Soc. (1910)
- Sarcoma of the stomach. Proc. N. York Path. Soc. (1910)
- Three unusual tumors: sarcoma of the stomach, enchondroma of the vertebra, and carcinoma of the kidney. Proc. N. York Path. Soc. (1909/10)
- The histopathology of diseases of the appendix. Proc. N. York Path. Soc. (1916)
- An acute febrile pleiochromic anemia, with hyaline thrombosis of the terminal arterioles and capillaries. Arch. Int. M. (1925)